# 密集
密集，又譯堅厚，佛教術語，主要使用於南傳佛教中，根源在色聚理論，是色法與名法的性質之一。進行界分別觀時，可以破除密集的假相。

## 概論
密集，在巴利語中，有緊密，堅硬，厚實的意思。這個單字在阿含經中未出現，最早出現於南傳佛教經典的註釋中，為阿毗達摩使用。
密集的概念起源於色聚，密集為色聚的最小單位。密集是一種概念法，稱為密集想（Ghaṇa-saññā），密集構成了色法的外在形象。在密集之中，包含著究竟色法，一直生滅，但是因為沒有仔細觀察，破除概念法，無法見到真實的色法，因此誤以為色法是真實存在的。
根據經典註釋，色法密集（rupa ghana）分為三種：
- 相續密集（santati ghana）：密集中的色法，在剎那間不停生滅。舊的色法消失，產生新的色法，前後相續，因此被誤解為常住不變。經由觀察色法的無常，可以破除相續密集。
- 組合密集（samuha ghana）：我們眼見的色法，可分析為眼十法聚，是由許多密集合成。密集中各別存在多個不同的色法，不同的色聚，共同組合而成，共同發揮作用。經由觀察各別色法的自相，可以破解組合密集。
- 作用密集（kicca ghana），因為密集的相續與組合，使人誤解在密集的背後有常住不變的我的。在消除作用密集之後，才能觀察到真正的色法。

修行者經由近行定或安止定，進行毗婆舍那，分別名色，破除密集，就可以看出色法與名法的實相。
名法密集分為四種：
- 相續密集
- 組合密集
- 作用密集
- 所緣密集